# Дмитриевич, Брацо
Брацо Дмитриевич (хорв. Braco Dimitrijević; род. 18 июня 1948, Сараево, Югославия) — хорватский концептуалист.

## Биография
Учился в Академии Изящных Искусств в Загребе, в Школе Искусств Св. Мартина в Лондоне. Живёт в Париже.

## Творчество
Международную известность получил в начале 1970-х гг. благодаря проекту «Случайный прохожий» (Casual passer-by): на фасадах домов и билбордах (в местах, где обычно размещалась коммерческая реклама) в Загребе, Париже, Лондоне, Нью-Йорке, Венеции, Берлине, Милане, Дюссельдорфе были размещены фотографии случайных прохожих. В середине 1970-х гг. Брацо Дмитриевич начал проект «Triptychos Post Historicus». Художник создает инсталляции в крупных музеях мира, в которых шедевры из музейных коллекций соседствуют с обычными повседневными предметами и природными объектами (фруктами и овощами, например). Художник называет свои произведения триптихами, потому что в них присутствуют три плана бытия: картина как символ эстетики и истории, обычные предметы как символы повседневного, фрукты и овощи как символы природы. За последние тридцать лет Дмитриевич реализовал около 500 «Triptychos Post Historicus» во множестве музеев мира, включая Галерею Тейт в Лондоне, Лувр в Париже, Музей Гуггенхайма в Нью-Йорке и Русский государственный музей в Санкт-Петербурге. Брацо Дмитриевич несколько раз участвовал в кассельской «Документе» (в пятой, шестой и девятой «Документе»), Венецианской биеннале, биеннале в Сан-Пауло, Сиднее, Гаване. Он также принимал участие в выставке «Маги Земли» (Magiciens de la Terre) в Центре Жоржа Помпиду в Париже. В начале 1980-х Брацо Дмитриевич начал делать инсталляции, в которых дикие животные противопоставляются произведениям искусства. В 1998 г. прошла персональная выставка художника в парижском зоопарке с инсталляциями в клетках львов, тигров, крокодилов, верблюдов и бизонов. Выставку посетило более миллиона человек. В книге Брацо Дмитриевича «Tractatus Post Historicus» (1976) описаны обе практики художника: критические произведения в публичном пространстве и интервенция в музеи.

## Персональные выставки
- 1969 — Galerija SC, Zagreb
- 1971 — Lucio Amelio, Naples
- 1972 — Situation Gallery, London
- 1972 — Galerie Konrad Fischer, Düsseldorf
- 1973 — Muzej Suvremene Umjetnosti, Zagreb
- 1974 — Galleria Gian Enzo Sperone, Turin
- 1974 — Gallerie Francoise Lambert, Milan
- 1975 — Sperone Gallery, New York
- 1975 — Robert Self Gallery, London
- 1975 — Stadtisches Museum Monchengladbach
- 1975 — Palais des Beaux-Arts, Brussels
- 1976 — Galerie Rene Block, Berlin
- 1976 — Galleria Gian Enzo Sperone, Turin
- 1978 — MTL Gallery, Brussels
- 1978 — Centre d’Art Contemporain, Geneva
- 1979 — Institute of Contemporary Arts, London
- 1979 — Stedelijk van Abbemuseum, Eindhoven
- 1979 — Badischer Kunstverein, Karlsruhe
- 1981 — Waddington Galleries, London
- 1984 — Kunsthalle Bern
- 1984 — Museum Ludwig, Cologne
- 1985 — Tate Gallery, London
- 1986 — Hilman Holland Fine Arts, Atlanta, Georgia/ USA
- 1987 — Wilhelm-Hack-Museum, Ludwigshafen
- 1987 — Galerie de Paris, Paris
- 1988 — Outdoor Retrospective 1968—1988, Interim Art in collaboration with Serpentine Gallery and Hayward Gallery, London
- 1988 — Nicole Klagsbrun, New York
- 1989 — Galerie de Paris, Paris
- 1989 — Galerie Albert Baronian, Brussels
- 1989 — Queensland Art Gallery, Brisbane
- 1990 — Pat Hearn Gallery, New York
- 1991 — Fundacion San German, Puerto Rico, USA
- 1991 — Galerie de Paris, Paris
- 1991 — Winnipeg Art Gallery, Canada
- 1992 — Galerie Albert Baronian, Brussels
- 1994 — Galerie de France, Paris
- 1994 — Museum Moderner Kunst Stiftung Ludwig, Vienna
- 1994 — The Israel Museum, Jerusalem
- 1995 — Hessisches Landesmuseum Darmstadt
- 1996 — Kunsthalle Düsseldorf
- 1998 — Galerie Michael Janssen, Cologne
- 2000 — Museo Nacional de Colombia, Bogota
- 2000 — Porin Taidemuseo, Finland
- 2001 — Museum of Contemporary Art and Museum Mimara, Zagreb
- 2001 — Ikon Gallery Birmingham/UK
- 2003 — Medievalmodern, London
- 2003 — Pièce Unique, Paris
- 2004 — Galeria Pino Casagrande, Rome
- 2004 — Museum of Modern Art, Dubrovnik
- 2005 — Fondazione Mudima, Milan
- 2005 — The State Russian Museum, St Petersburg
- 2005 — Guelman Gallery, Moscow
- 2005 — Musée d’Orsay, Paris
- 2006 — Xin-Dong Cheng Space for Contemporary Art, Beijing
- 2006 — Imperial College of China — Temple of Confucius, Beijing
- 2006 — Galerija Zona, Zagreb
- 2006 — Galeria Il Ponte Contamporanea, Rome
- 2006 — Galeria Pino Casagrande, Rome
- 2007 — Slought Foundation, Philadelphia, USA
- 2007 — 1st Floor Gallery Antwerp
- 2007 — Galerie Heike Curtze Berlin
- 2008 — National Museum of Contemporary Art Bucharest
- 2008 — Galerie Heike Curtze Vienna
- 2008 — Museum Ludwig Budapest